# ARM9
O ARM9 é um grupo de processadores RISC ARM de 32 bits licenciados pela ARM Holdings.
Nesta geração de design, o ARM mudou de uma arquitetura de von Neumann (arquitetura Princeton) para uma arquitetura Harvard com a instrução separada e barramentos de dados (e caches), aumentando significativamente sua velocidade potencial.   A maioria dos chips de silício que integram esses núcleos vão encapsulados como chips de arquitetura Harvard modificada.

## Núcleos
| Ano  | ARM9 Núcleo |
| ---- | ----------- |
| 1998 | ARM9TDMI    |
| 1998 | ARM940T     |
| 1999 | ARM9E-S     |
| 1999 | ARM966E-S   |
| 2000 | ARM920T     |
| 2000 | ARM922T     |
| 2000 | ARM946E-S   |
| 2001 | ARM9EJ-S    |
| 2001 | ARM926EJ-S  |
| 2004 | ARM968E-S   |
| 2006 | ARM996HS    |